# Josué Henry
Jean-Baptiste Josué Henry, ab 1938 Jean-Baptiste Josué Henry de la Lindi, (* 16. Dezember 1869 in Vresse-sur-Semois, Belgien; † 31. März 1957 in Ixelles, Belgien) war ein belgischer Soldat und Kolonialadministrator, der ab Beginn der 1890er Jahre für den belgischen König Leopold II. im Kongo-Freistaat diente. Für seine Beteiligung an der Niederschlagung des Batetela-Aufstands und der Schlacht von Lindi 1897 wurde er in den Adelsstand erhoben. Er beendete seine Karriere als Generalleutnant.

## Biographie

### Familie und Jugend
Jean-Baptiste Josué Henry war der dritte Sohn des Nagelmachers Léon Henry und Marie Avril. Er heiratete Maria Josephine Jottay am 12. September 1900 in Bohan. Er war der Vater von Paul Henry de la Lindi, belgischer Kampfpilot und Mitglied des Widerstands im Zweiten Weltkrieg.
Da seine Familie es sich nicht leisten konnte, ihm die Universitätsausbildung zu ermöglichen, ging Henry zum Militär. Mit 16 Jahren meldete er sich freiwillig zum 2. Jägerregiment in Mons, wo er Korporal und später Sergeant wurde. Gemeinsam mit Adolphe de Meulemeester (dem späteren Vize-Generalgouverneur von Belgisch-Kongo) bereitete er sich auf die Aufnahmeprüfung zur Königlichen Militärakademie vor, in die er 1889 aufgenommen wurde. Er verließ die Schule 1891 im Rang eines Leutnants und trat in den Dienst des Freistaats Kongo. Am 6. Oktober 1892 stach er an Bord der Lualaba in Richtung Afrika in See.

### Militärkarriere

#### Feldzug gegen arabische Sklavenhändler
Nach seiner Ankunft trat Henry der Force Publique unter ihrem Kommandeur Francis Dhanis bei. In der Folge wurde er bei dem Feldzug gegen arabische und Swahili-Sklavenjäger, wie zum Beispiel Tippu Tip, der den Elfenbein- und Sklavenhandel rund um die Afrikanischen Großen Seen kontrollierte, eingesetzt.
Henry wurde von Gaspard Fivé mit der Besetzung der Region zwischen den Stanley Falls und dem Lomami beauftragt, wo arabisch-swahiliische Truppen unter ihrem Kommandeur Rachid lagern, nachdem sie von Leutnant Chaltin zurückgedrängt worden waren. Henry besiegte diese Truppen mit einer Taktik, die Beweglichkeit und den Überraschungseffekt vereinte, und erhielt hierfür den Spitznamen Bwana N'Deke („der weiße Mann, der sich mit der Geschwindigkeit eines Vogels bewegt“). Zwei Jahre lang befehligte Henry eine Einheit unter Kommandant Hubert Lothaire gegen den Häuptling Rumaliza.
Bereits bei seiner Ankunft im Kongo hatte Henry den belgischen Geologen Jules Cornet kennengelernt, der Teil der Mission von Kommandant Lucien Bia war. Die Begegnung bildete die Grundlage für Henrys Interesses an der Geologie des Kongos.

#### Die Stokes-Affäre
1894 wurde Joshua Henry zum Oberleutnant der Force Publique befördert. Zwischen Mai und Dezember verfolgte er Häuptling Kibonge bis nach Makala und eroberte überraschend dessen Lager. Kibonge, der des Todes von Emin Pascha für schuldig befunden wurde, wurde am 1. Januar 1895 getötet.
Dank vor Ort aufgefundener Briefe fanden Henry und Lothaire heraus, dass der irische Händler Charles Stokes die arabischen Sklavenhändler, also die Kriegsgegner des Kongo-Freistaats, mit Waffen versorgte. Im Auftrag Lothaires nahm Henry Stokes gefangen. Er wurde durch ein von Lothaire initiiertes Standgericht zum Tode verurteilt und am 15. Januar 1895 hingerichtet.
Die Tötung von Stokes hatte diplomatische Auswirkungen: Großbritannien und Deutschland beklagten sich über fehlende Rechtsgarantien im Prozess. In der Folge wurde Lothaire selbst angeklagt aber bei einer Gerichtsverhandlung im April 1895 in Boma, bei der Henry als Zeuge auftrat, und schließlich auch vor dem Obersten Gericht in Brüssel freigesprochen.
Neben seiner Militärkarriere begann Henry mit der Prospektion im Norden von Ituri. Im Jahr 1895 entdeckte er im Agola-Bach bei Kilo einen goldhaltigen Quarzblock.

#### Der Batetela-Aufstand und die Schlacht von Lindi

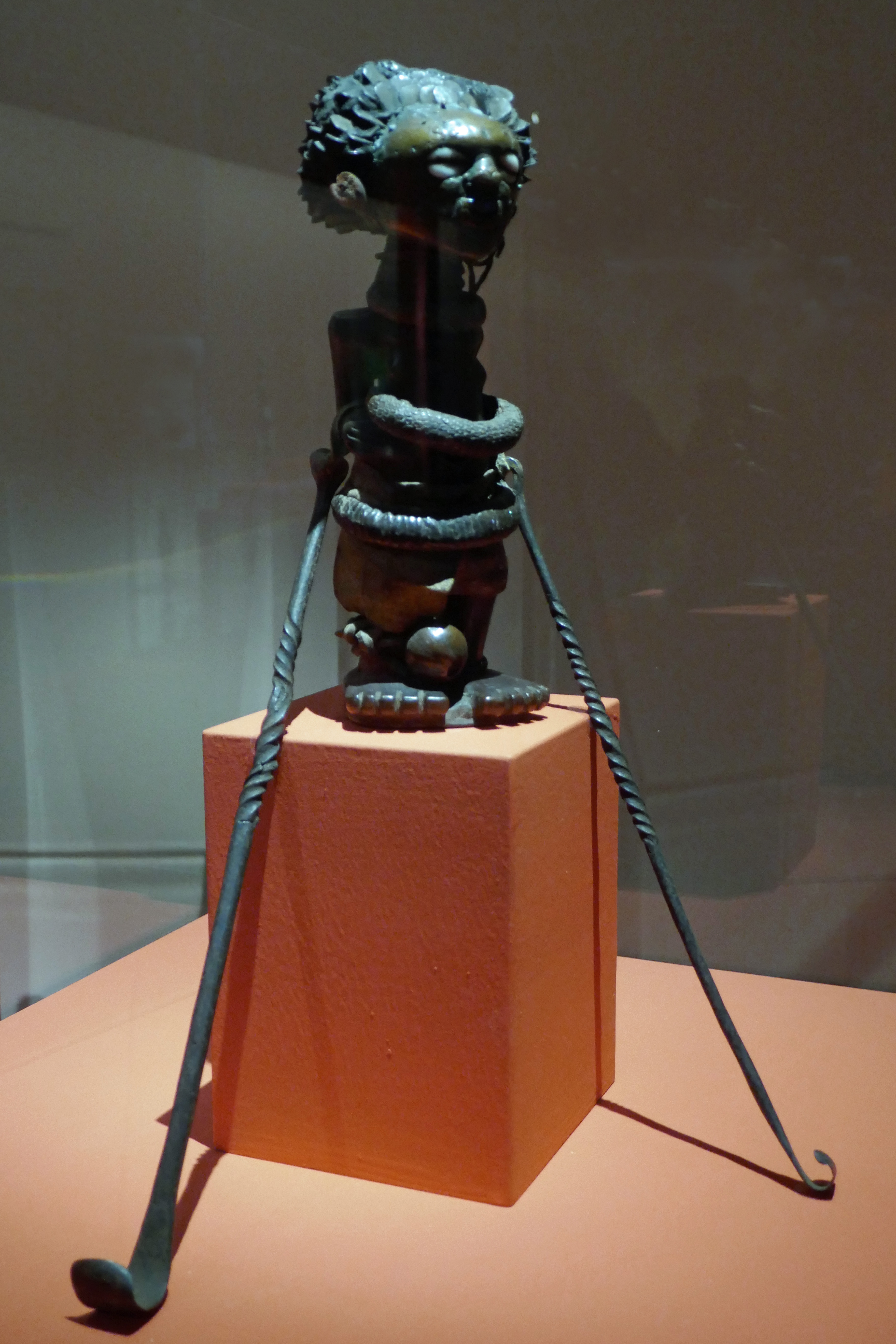
Nkishi-Schutzfigur, die 1897 von Henry entdeckt und seiner Aussage nach von Songye-Kriegern auf dem Schlachtfeld zurückgelassen wurde.

Im November 1895 unterstützte Henry Lothaire im Kampf gegen den Batetela-Aufstand in Luluabourg (heute: Kananga). 1896 kehrte Henry im Rang eines Commandant 2. Klasse nach Belgien zurück, wo er von Leopold II. empfangen wurde, der ihm die Gedenkmedaille für den arabischen Feldzug, das Ritterkreuz des belgischen Löwenordens und den Etoile de Service verlieh.
1896 kehrte Henry als Capitaine-Commandant 1. Klasse in den Kongo zurück. Er wurde nach Stanley Falls berufen und erneut Francis Dhanis unterstellt.
Am 1. April 1897 erfuhr er vom erneuten Aufstand der Batetela. Diese hatten nach der Hinrichtung einiger ihrer Anführer rebelliert und später schlossen sich ihnen arabisierte Bantu an. Während Dhanis zu den Stanley Falls zog, verblieb Henry mit seiner Einheit am Ituri-Grenzübergang. Am 15. Juli 1897 kam es am Lindi-Fluss zu einer Schlacht. Henry gelang es, mit 600 Mann etwa 2500 bis 3000 Batetela-Rebellen zu besiegen und in die Flucht zu schlagen. Henrys Verluste zählten 120 Tote und Verwundete, während die fliehenden Rebellen 400 Tote und ebenso viele Verwundete zählten.
Für diesen Verdienst wurde er am 14. Oktober 1897 zum Ritter des Afrikanischen Sternordens ernannt.

#### Der Feldzug zum Weißen Nil

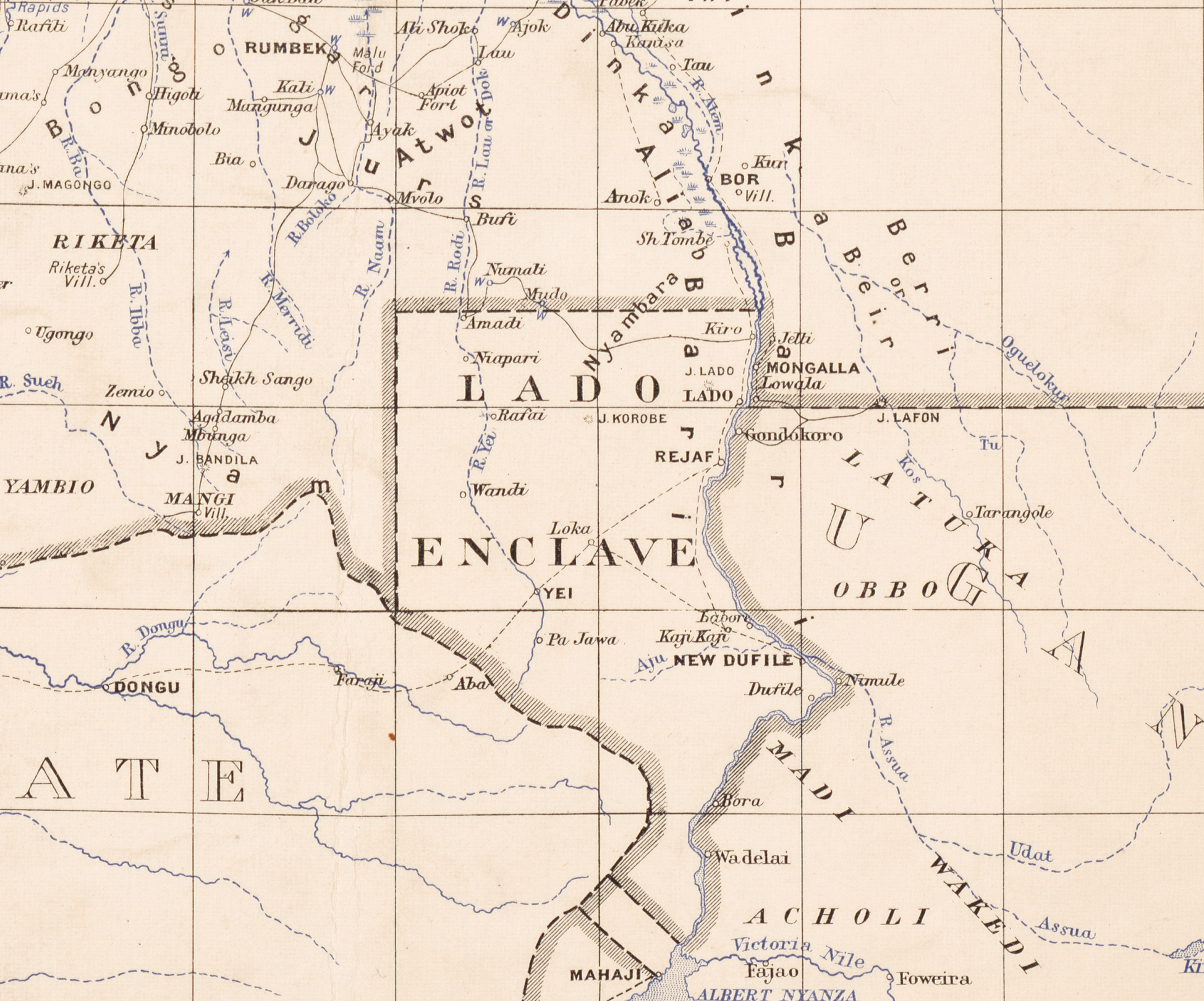
Karte der Lado-Enklave

Im November 1897 beauftragte König Leopold II. Henry, sich mit einer Kolonne von 500 Mann in die Lado-Enklave zu begeben, um das Vordringen arabischer Truppen der Sklavenhändler oder des Mahdi zu verhindern, während Dhanis seine Truppen neu gruppierte. Henry gründete den Posten Kero am nördlichen Rand der Enklave. In Kero erreichte Henry der Befehl, am Weißen Nil entlang die Nordgrenze der Enklave zu überschreiten, die 1894 mit Frankreich am fünfeinhalbten Breitengrad als Grenze festgelegt worden war. Hintergrund war, von Lado die Verbindung mit Khartum wieder herzustellen. Henry musste jedoch feststellen, dass der Nil durch Pflanzenbewuchs für seinen Dampfer unpassierbar war.
Er kehrte letztlich nach Kero zurück, wo er durch einen Kurier erfuhr, dass Louis Napoléon Chaltin zu ihm unterwegs war, um das Kommando über Lado zu übernehmen. Henry war verärgert darüber, sein Kommando abgeben zu müssen und unternahm noch vor Chaltins Eintreffen einen weiteren Versuch, nach Khartum vorzustoßen, diesmal mit einem britischen Kapitän, französischer Besatzung und mit einem Leichter, statt eines Dampfschiffs. Diese Mission war erfolgreich, da Henry unterwegs von dem Briten Peake und seinem Dampfschiff aufgenommen wurde, sodass die Gruppe Karthoum früh in 1900 erreichte.
Hintergrund der Aktion war, dass Leopold II., erst recht nach der Faschoda-Krise von 1898, die Idee aufgriff, den Norden der Lado-Enklave am Bahr el Ghazal (heute Südsudan) auch über bereits getroffene Grenzvereinbarungen hinaus zu besetzen.
Die Anwesenheit belgischer Offiziere in Khartum sorgte für diplomatische Verstimmung, da nun das Interesse Leopolds II. an einer Ausweitung seines Machtbereichs auf Bahr el Ghazal und darüber hinaus offensichtlich wurde. Aufgrund britischen Drucks wurde Henry befohlen, wieder nach Kero zurückzufahren, wo er am 1. Mai 1900 ankam und dann nach Europa zurückkehrte.

#### Zurück nach Belgien
Nach seiner Rückkehr heiratete Henry und erhielt von König Leopold II. einen Ehrensäbel. Er blieb elf Jahre in Mons als Teil der dortigen Garnison, da König Leopold II. seine Anwesenheit im Osten des Kongo aufgrund der angespannten Beziehungen zu Frankreich und Großbritannien nicht rechtfertigen konnte.
Henry nutzte seinen Aufenthalt in Belgien, um an Geologiekursen von Jules Cornet an der Bergbauschule des Hennegaus teilzunehmen, wo er die Geologie des Semois-Beckens studierte.
Mit Unterstützung von Vizegouverneur Justin Malfeyt war Henry von 1911 bis 1913 erneut im Kongo, wo er zum Generalkommissar der Ostprovinz ernannt wurde, wobei er auch für die Prospektion der Region verantwortlich war. Henry kehrt nach Kilo zurück, wo er den goldhaltigen Quarzblock gefunden hatte. Schon im Jahr 1902 berichteten australische Goldsucher von der Existenz eines bedeutenden Goldvorkommens und auch 1912 enthalten Henrys Briefe die Aussage, er habe dort Gold entdeckt.
Henry kehrte im November 1913 nach Belgien zurück und schickte Cornet einen Bericht über die Geologie von Aruwimi-Uele, mit der er hoffte, das Diplom eines Geologieingenieurs zu erhalten. 1914 reiste er jedoch erneut in den Kongo ab, ohne seine Dissertation öffentlich verteidigt zu haben.

### Erster Weltkrieg in Afrika
Henry erreichte den Kongo im Mai 1914. Im August 1914 erfuhr er vom Ausbruch des Ersten Weltkriegs. Malfeyt, inzwischen Vizegouverneur der nunmehr belgischen Kolonie Kongo und Befehlshaber der Truppen in der Ostprovinz im Grenzgebiet zu Deutsch-Ostafrika, übertrug ihm das Kommando über die Truppen unmittelbar an der Grenze zu Deutsch-Ostafrika. Henry vertrieb die Deutschen am 4. Oktober 1914 in der Schlacht am Berg Lubafu aus Goma und wurde nach dem Sieg zum Offizier der Afrikanischen Sternenordens ernannt.
Die belgische Regierung plante mit britischer Unterstützung aus Uganda einen Angriff auf Deutsch-Ruanda. Henry betrachtete das Vorhaben skeptisch, da er der Meinung war, die belgischen Truppen verfügten nicht über ausreichend Munition für den Feldzug. Doch die belgische Regierung beachtete seinen Rat nicht und ernannte stattdessen Charles Tombeur zum Leiter der Operationen. Henry sollte weiterhin die Invasion Ruandas vorbereiten, doch die Offensive verzögerte sich. Der Kolonialminister Jules Renkin kritisierte Henrys langsame und mangelhafte Organisation. Am 1. Dezember 1915 gab Henry sein Kommando ab, um sich im folgenden Jahr als Bataillonskommandeur dem Regiment der 2. Chasseurs à Pied (deutsch: Jäger zu Fuß) an der Yser-Front anzuschließen. An der Spitze seines Bataillons und später des 3. Chasseurs à Pied Regiment nahm er an der Kämpfen zur Rückeroberung Belgiens im Herbst 1918 teil. Er wurde zweimal verwundet.
Am 26. Dezember 1918 wurde er zum Oberstleutnant des 14. Linienregiments in Lüttich ernannt und nahm an der Besetzung des Rheinlandes teil. Henry wurde 1920 zum Oberst ernannt. Mit diesem Dienstgrad ging er 1924 in den Ruhestand und wechselte in die Reserve. In der Folge erhielt er noch die Brevet-Ränge zum Generalmajor und dann zum Generalleutnant, dem höchsten Rang in der belgischen Militärhierarchie.

### Henry als Geologe und Kolonialveteran
Nach dem Ersten Weltkrieg trat Henry der Internationalen Forst- und Bergbau-Gesellschaft des Kongo (französisch: Société internationale forestière et minière du Congo oder Forminière) bei. Ab 1920 wurde er zum Dienst in der Kolonie abgeordnet. Er blieb zwei Jahre im Kongo und dokumentierte alle seine Beobachtungen in seinen Memoiren, die von der Société géologique de Belgique veröffentlicht wurden.
1924, im Alter von 55 Jahren, wurde er selbst in die Société belge de géologie aufgenommen. Im selben Jahr erhielt er seine Militärrente. Anschließend setzte er seine Prospektionstätigkeiten für verschiedene Bergbauunternehmen fort und kehrte mehrmals in den Kongo zurück.
Im Jahr 1928 wurde er Präsident der Association des Vétérans coloniaux, die das Andenken an die Kolonial-Veteranen und deren Einsätze in Afrika bewahren wollte. Er hielt zahlreiche Vorträge und schrieb viele Artikel über den Freistaat und die Offiziere der Force Publique.
Seine Arbeit ermöglichte ihm 1930 die Ernennung zum assoziierten Mitglied und 1936 zum ordentlichen Mitglied der Sektion für Natur- und Medizinwissenschaften des belgischen Königlichen Kolonialinstituts (französisch: Académie royale des sciences d'outre-mer). Kurz darauf wurde er Mitglied der Commission géologique du ministère des Colonies des Kolonialministeriums (deutsch: Geologische Kommission des Kolonialministeriums).
1948 kehrte er mit seiner Frau in den Kongo zurück, um am fünfzigsten Jahrestag der Bas-Congo-Eisenbahn (Chemin de fer du Bas-Congo) teilzunehmen.
Im Jahr 1952 gewann er einen Prozess gegen General Georges Moulaert, der behauptete, das Kilo Gold entdeckt zu haben. Zu dieser Zeit verschlechterte sich sein Gesundheitszustand und er begann mit dem Schreiben seiner Memoiren, die er jedoch nicht mehr abschließen konnte. Im selben Jahr verlieh ihm Leopold III. das Großkreuz des Ordens des Afrikanischen Sterns.
Er starb am 31. März 1957 im Alter von 88 Jahren.

## Ehrungen und Auszeichnungen
Am 4. September 1927 fand in Mons zu Ehren von Henri eine Demonstration zum Gedenken an den dreißigsten Jahrestag der Schlacht bei Lindi statt.
Im Oktober 1938 verlieh König Leopold III. Heinrich in Erinnerung an seinen Sieg bei Lindi den Ritterschlag, den er an seine Nachkommen weitergeben konnte. Sein Nachname änderte sich somit Henry de la Lindi.
Es gibt General-Henry-Straßen in Soignies und Etterbeek und den Henri-de-la-Lindi-Platz in seinem Heimatdorf Bohan.
Er erhielt weiterhin folgende Auszeichnungen:
- Großoffizier Ordens Leopolds II. mit Schwertern;
- belgisches Kriegskreuz (1914–18);
- Großkreuz des Afrikanischen Sternenordens (1952);
- Ritter des belgischen Löwenordens (1927);
- Étoile de Service;
- Gedenkmedaille für den arabischen Feldzug;
- Kommandeur des französischen Ordens vom Schwarzen Stern.